# Sekvenca nukleinskih kiselina
Sekvenca ili primarna struktura nukleinske kiseline je kompozicija atoma koji sačinjavaju nukleinsku kiselinu i hemijskih veza koje povezuju te atome. Nukleinske kiseline, kao što su DNK i RNK, su nerazgranati polimeri, te je ova specifikcija ekvivalentna sa navođenjem sekvence nukleotida koji sačinjavaju molekul. Sekvenca se piše kao niz slova koja označavaju realne ili hipotetične nukleinske kiseline. Po konvenciji, primarna struktura DNK ili RNK molekula se piše od 5' kraja ka 3' kraju.
Biološka DNK sekvenca sadrži informaciju koja usmerava funkcije živih bića. U tom kontekstu se koristi termin genetička sekvenca. Sekvence mogu da se čitaju iz biološkog sirovog materijala primenom metoda za sekvenciranje DNK.
Nukleinske kiseline takođe poseduju sekundarnu i tercijarnu strukturu.

## Spoljašnje veze
- Bibliografija osobina, šablona i korelacija DNK i proteina